# Hubert Faure
Hubert Faure   (Sench Astier, 28 de maig de 1914 - París, 17 d'abril de 2021) fou un militar francès dels comandos de Kieffer, que va lluitar a la Segona Guerra Mundial.
Va participar en la batalla de França durant la qual va participar en la batalla de Montcornet i després va ser pres breument presoner el juny de 1940. El novembre de 1942, després d'haver sentit a conèixer el desembarcament aliat al nord d'Àfrica, va deixar França per unir-se a les forces franceses lliures. Va ser detingut a l'Espanya franquista i empresonat diversos mesos a Bilbao, d'on va escapar abans de ser arrestat de nou a Portugal. Allà, un representant de França Lliure li va permetre volar a Londres on va arribar a mitjan 1943. A Anglaterra, es va unir a les files dels comandos del tinent Philippe Kieffer. El 6 de juny de 1944, amb la seva unitat, va aterrar a Colleville-Montgomery al sector de Sword Beach. Es va distingir durant la batalla de Normandia, però va ser greument ferit el 7 de juliol i va ser repatriat a Anglaterra. Tornant a la primera línia d’agost, va tornar a resultar ferit poc després i va haver d'acabar la seva carrera militar. Va tornar a la vida civil, va reprendre els estudis i es va convertir en enginyer d'obres públiques. Va ser un dels dos últims membres del comando Kieffer. Léon Gautier és fins avui l'últim supervivent del Comando.